# 漢尼爾

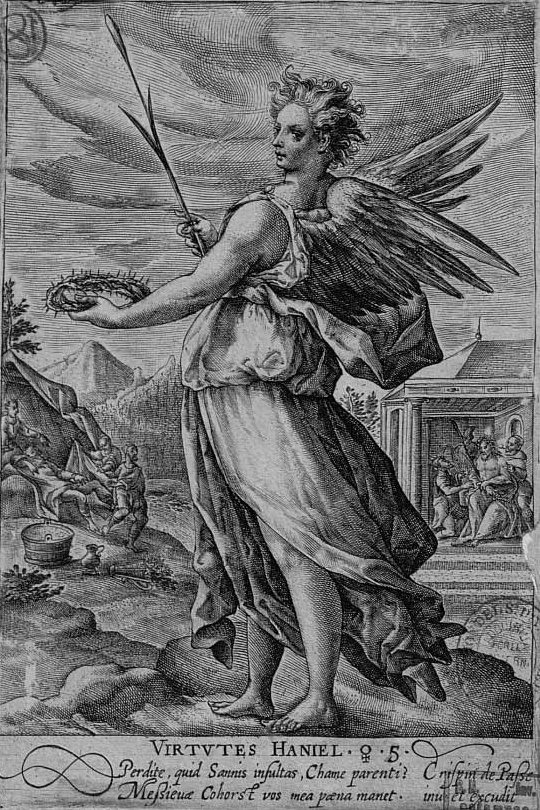
力天使漢尼爾雕版畫，1575年。

漢尼爾，以諾書出場的天使之一，名稱意思是「神的榮耀」、「看見神者」稱呼，其他名字是：、（阿納爾）等許多名。
七大天使之一，漢尼爾為權天使，力天使及大天使的君主。支配金星、十二月、雙魚座。祂也是生命之樹——勝利的守護天使。
其貴為七名創世天使之一，是第二天的長官，統轄範圍為月球。他應是主天使之一，指揮權天使管理天下萬國。傳說是他接以諾
升天（或云米迦勒及拉貴爾），先是米迦勒引導以諾的靈魂離開軀體，才由漢尼爾引其升天，是天堂之門鑰匙的擁有者。信仰上是一位負責給人們生命中靈感和合諧
的天使。

## 形象特徵
和睦天使、友情天使、十二月的天使、金星的守護天使、星期五的天使。相傳是位雌雄同體的天使，灰白色的羽翼及翠綠的長袍，手上還有一隻棕色的提燈。

## 相關事蹟
漢尼爾也協助我們尊重自然的循環週期、情緒與節奏（尤其針對女性經期的問題）。她幫助我們擁抱自己所有的部分，包括我們的力量、缺點和陰影。

## 大眾文化
- 輕小說《約會大作戰》——精靈〈魔女〉七罪的天使〈贗造魔女〉。
- 游戏〈蔚蓝档案〉中圣三一学院学生—浦和花子（Hanako）的原型

## 畫廊

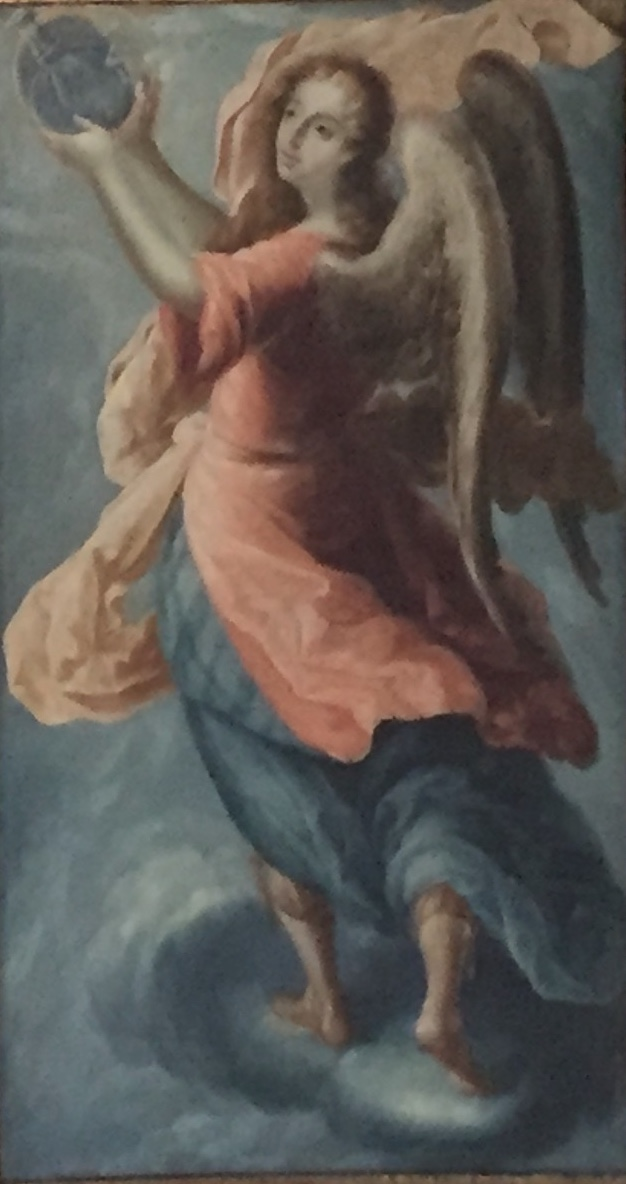
月之君主阿納爾，位於墨西哥城的羅雷多廣場索馬亞博物館所藏畫作。
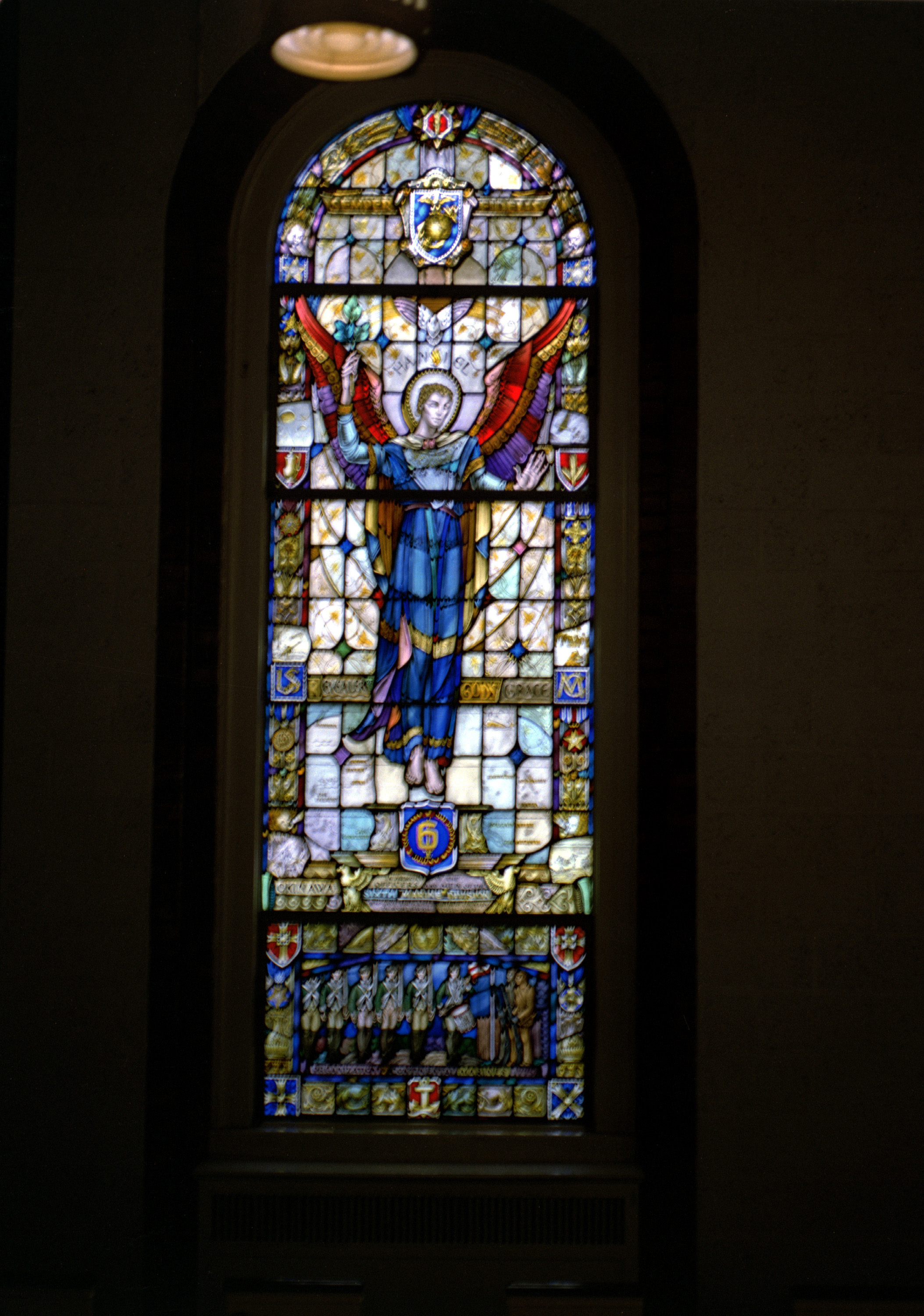
大天使漢尼爾，彩繪玻璃窗，位於北卡羅萊納州勒瓊營海軍陸戰隊基地的新教小聖堂。